# Black Reel Awards 2017

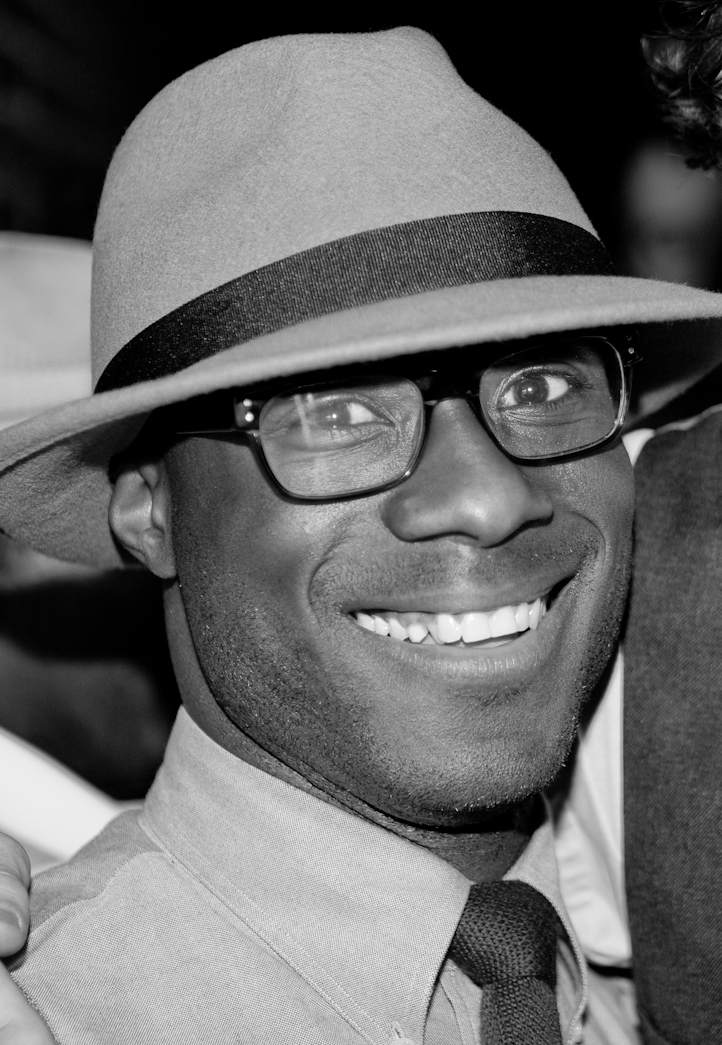
Barry Jenkins vítěz v kategoriích nejlepší režie a nejlepší scénář

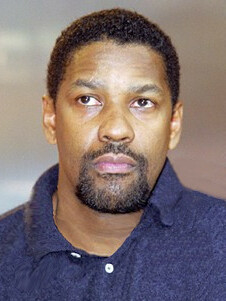
Denzel Washington vítěz v kategorii nejlepší herec

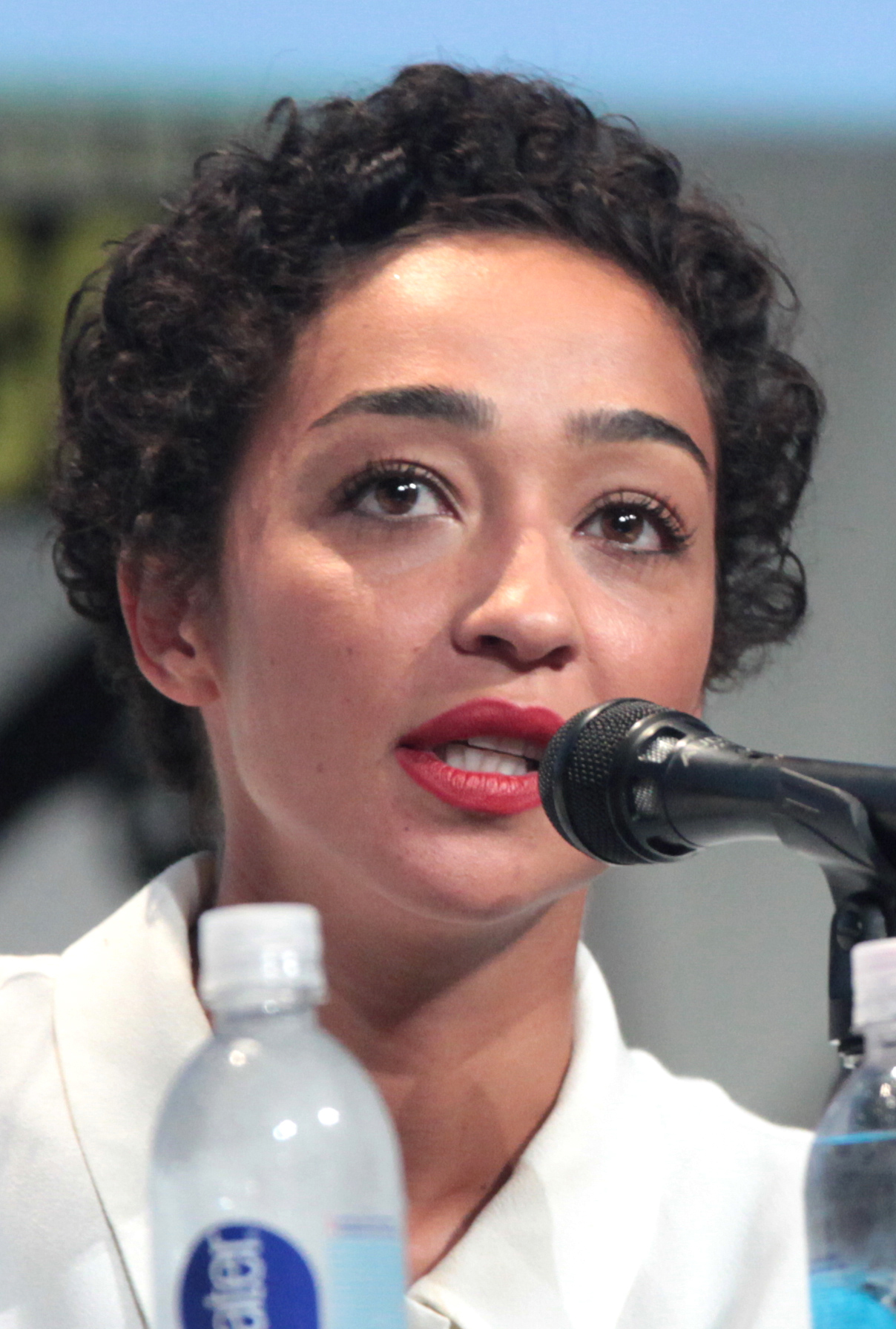
Ruth Negga vítězka v kategorii nejlepší herečka

17. ročník předávání cen Black Reel Awards se konal dne 16. února 2017. Snímek Moonlight získal nejvíce nominací, celkem 13.

## Vítězové a nominovaní

### Film

#### Nejlepší film
Moonlight
- Místo u moře
- Loving
- 13th
- Ploty

#### Nejlepší režisér
Barry Jenkins – Moonlight
- Antoine Fuqua – Sedm statečných
- Denzel Washington – Ploty
- Don Cheadle – Miles Ahead
- Nate Parker – Zrození národa

#### Nejlepší scénář
Barry Jenkins – Moonlight
- August Wileson – Ploty
- Jordan Peele a Alex Rubens – Keanu - Kočičí gangsterka
- Don Cheadle a Steven Baigelman – Miles Ahead
- Nate Parker – Zrození národa

#### Nejlepší herec v hlavní roli
Denzel Washington – Ploty
- Denzel Washington – Sedm statečných
- Don Cheadle – Miles Ahead
- Nate Parker – Zrození národa
- Parker Sawyers – Southside with You

#### Nejlepší herečka v hlavní roli
Ruth Negga – Loving
- Madina Nalwanga – Královna z Katwe
- Royatly Hightower – Křeč
- Sasha Lane – American Honey
- Taraji P. Henson – Skrytá čísla

#### Nejlepší herec ve vedlejší roli
Mahershala Ali – Moonlight
- André Holland – Moonlight
- Ashton Sanders – Moonlight
- Jovan Adepo – Ploty
- Stephen Henderson – Ploty

#### Nejlepší herečka ve vedlejší roli
Viola Davis – Ploty
- Naomie Harris – Moonlight
- Janelle Monáe – Moonlight
- Janelle Monáe – Skrytá čísla
- Lupita Nyong'o – Královna z Katwe

#### Nejlepší cizojazyčný film
L'oeil du cyclone
- Aisha
- Akounak tedalat taha tazoughai
- Božské
- Lamb

#### Nejlepší hlas
Idris Elba – Kniha džunglí
- Idris Elba – Hledá se Dory
- Lupita Nyong'o – Kniha džunglí
- Dwayne Johnson – Odvážná Vaiana: Legenda o konci světa
- Idris Elba – Zootropolis: Město zvířat

#### Nejlepší skladatel
Nicholas Britell – Moonlight
- Marcelo Zarvos – Ploty
- Benjamin Wallfisch, Pharrell Williams, Hans Zimmer – Skrytá čísla
- Robert Glasper – Miles Ahead
- Henry Jackson – Zrození národa

#### Nejlepší filmová píseň
„I'm Still Here“ – Miss Sharon Jones!
- „A Letter to the Free“ – 13th
- „Surrender“ – Skrytá čísla
- „Back to Life“ – Královna z Katwe
- „Start“ – Southside with You

#### Nejlepší obsazení
Moonlight
- Ploty
- Skrytá čísla
- Keanu - Kočičí gangsterka
- Zrození národa

#### Nejlepší nový filmař
Ezra Edelman – O.J.: Made in America
- Tahir Jetter – How to Tell You're a Douchebag
- Yared Zeleke – Lamb
- Rita Coburn Whack – Maya Angelou and Still I Rise
- Steven Caple Jr. – Sígři

#### Nejlepší první scénář
Steven Caple Jr. – Sígři
- Yared Zeleke – Lamb
- Hermon Hailey – Price of Love

#### Nejlepší dokument
13th
- O.J.: Made in America
- Nejsem žádný tvůj negr
- Animovaný život
- Miss Sharon Jones!

#### Nejlepší nezávislý film
American Honey
- How to Tell You're a Douchebag
- Hunter Gatherer
- Morris z Ameriky
- Sígři

#### Nejlepší nezávislý krátkometrážní film
$15 Kicks
- #WhereIsBeauty
- 2 Fits Up
- 86-32
- Black Card

#### Janelle Monáe–Skrytá čísla
- Sasha Lane – American Honey
- Leslie Jones – Krotitelé duchů
- Aja Naomi King – Zrození národa
- Royalty Hightower – Křeč

#### Objev roku – muž
Trevante Rhodes – Moonlight
- Ashton Sanders – Moonlight
- Alex R. Hibbert – Moonlight
- Jovan Adepo – Ploty
- Markees Christmas – Morris z Ameriky

### Televize

#### Nejlepší limitovaný seriál nebo televizní film
American Crime Story
- American Crime
- Confirmation
- Love Under New Management: The Miki Howard Story
- Kořeny

#### Nejlepší režie (limitovaný seriál nebo televizní film)
John Singleton – American Crime Story
- Angela Bassettová – American Horror Story: Roanoke
- Anthony Hemingway – American Crime Story
- John Ridley – American Crime (díl: „Season 2: Episode 1“)
- Thomas Carter – Kořeny (díl: „Part 3“)

#### Nejlepší scénář (limitovaný seriál nebo televizní film)
Joe Robert Cole – American Crime Story
- John Ridley – American Crime
- Joe Robert Cole – American Crime Story
- Stella Meghie – Jean of the Joneses
- Christine Swanson a Rhonda Baraka – Love Under New Management: The Miki Howard Story

#### Nejlepší herec (limitovaný seriál nebo televizní film)
Courtney B. Vance – American Crime Story
- Cuba Gooding Jr. – American Crime Story
- Malachi Kirby – Kořeny
- Michael Ealy – Tajnosti a lži
- Wendell Pierce – Confirmation

#### Nejlepší herečka (limitovaný seriál nebo televizní film)
Kerry Washington – Confirmation
- Audra McDonald – Lady Day at Emerson's Bar & Grill
- Rhyon Nicole Brown – Girl form Compton
- Sophie Okonedo – V kruhu koruny: Richard II.
- Teyonah Parris – Love Under New Management: The Miki Howard Story

#### Nejlepší herec ve vedlejší roli (limitovaný seriál nebo televizní film)
Sterling K. Brown – American Crime Story
- André Benjamin – American Crime
- Curtis Hamilton – Girl form Compton
- Michael Kenneth Williams – Jedna noc
- Orlando Jones – Madiba
- T.I. – Kořeny

#### Nejlepší herečka ve vedlejší roli (limitovaný seriál nebo televizní film)
Regina Kingová – American Crime
- Angela Bassettová – American Horror Story: Roanoke
- Anika Noni Rose – Kořeny
- Emayatzy Corinealdi – Kořeny
- Keesha Sharp – American Crime Story

#### Nejlepší televizní speciál nebo dokument
Beyoncé – Beyoncé: Lemonade
- Talleah Bridges McMahon – Black America Since MLK: And Still I Rise
- Alex Horwitz – Hamilton's America
- Ken Burns – Jackie Robinson
- Mark Ford – Streets of Compton